# Fejervarya multistriata
Fejervarya multistriata és una espècie de granota que viu a Hong Kong, Taiwan i Okinawa.